# Polypodium appalachianum
Polypodium appalachianum är en stensöteväxtart som beskrevs av Christopher H. Haufler och Windham. Polypodium appalachianum ingår i släktet Polypodium och familjen Polypodiaceae. Inga underarter finns listade.

## Bildgalleri

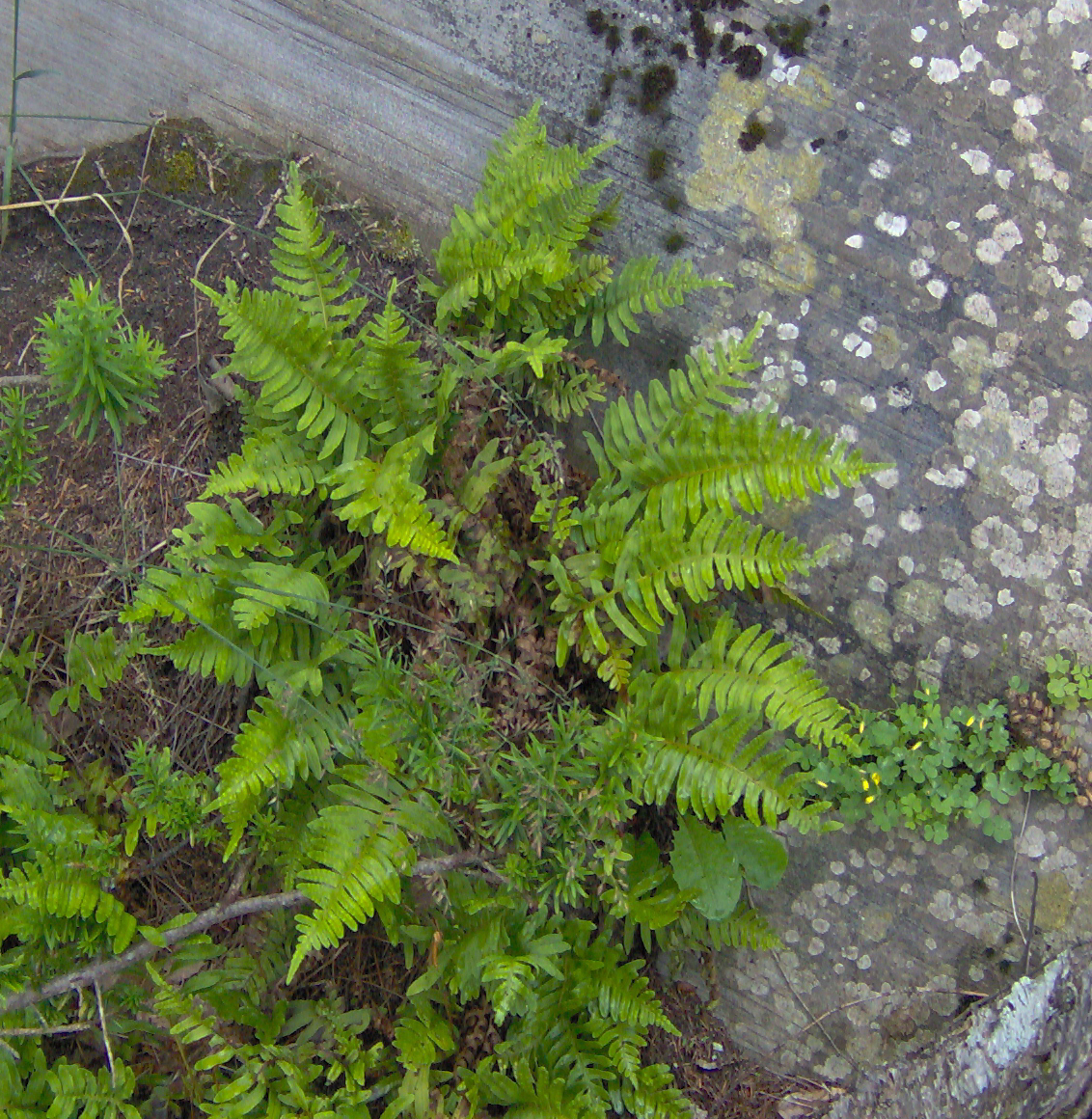